# Mercedes-Benz Baureihe 208
Die Mercedes-Benz Baureihe 208 (Typ 208) wurde als Coupé (C 208) von Mitte 1997 bis Sommer 2002 und als Cabriolet (A 208) von Mitte 1998 bis Frühjahr 2003 hergestellt. Sie war die erste Generation der Mercedes-Benz CLK-Klasse.
Die Bezeichnung W 208 wird seitens Mercedes-Benz offiziell nicht benutzt, da es sich beim CLK nicht um eine Limousine („Wagen“) handelt, wird als Sammelbegriff für C 208 und A 208 aber gehandhabt.
Technisch basiert die Baureihe 208 auf der Plattform der damaligen C-Klasse (Baureihe 202). Äußerlich ist der CLK an die Designstudie CE 500 zu Beginn der 1990er-Jahre angelehnt, wodurch er eher der Baureihe 210 glich.
Von 2000 bis 2002 verwendete Mercedes-Benz die Form dieses Modells bei seinen DTM-Rennwagen.

## Modellgeschichte

### Allgemeines

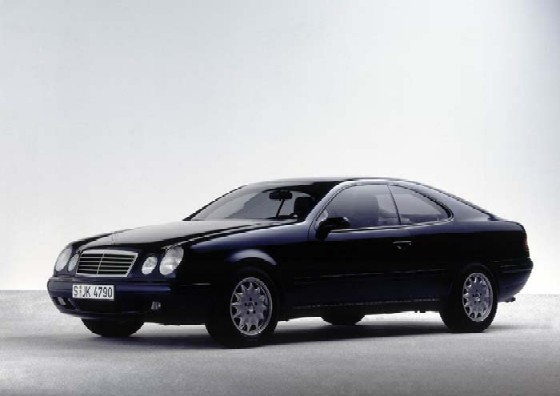
Coupé-Studie von 1993

Die erste, zum Teil sehr seriennahe Studie und Konzeptfahrzeug im Stile des CLK war bereits auf dem Genfer Auto-Salon im März 1993 zu sehen.
Nachdem Mercedes-Benz die Produktion des C 124 zum Jahresende 1996 eingestellt hatte, wurde der CLK als sein indirekter Nachfolger (da nun die C-Klasse als Basis diente) ab August 1997 ausgeliefert. Anders als der auf dem W 124 aufbauenden Vorgänger hatte diese Baureihe eine feststehende B-Säule, so dass die Fenster bis zur C-Säule nicht mehr versenkt werden konnten. Erstmals in einem Mercedes-Benz Coupé wurde serienmäßig eine Durchlademöglichkeit mit umklappbarer Fondsitzbank angeboten, die im Verhältnis 1/3 zu 2/3 geteilt war. Anfangs gab es die Ausstattungslinien Elegance und Sport, es standen drei Ottomotoren zur Wahl.
Im Juni 1998 wurde das Cabriolet auf den Markt gebracht. Bis Mai 1999 wurden über 100.000 Coupés und 21.000 Cabriolets verkauft.
Im September 1999 gab es eine Modellpflege, mit äußerlichen Änderungen. Die serienmäßige Ausstattung wurde reichhaltiger. Das Coupé lief im Juni 2002 aus, das Cabrio wurde noch bis Mai 2003 gefertigt.

### CLK (1997–1999)
Die ursprüngliche Version des CLK wurde von Juni 1997 bis August 1999 hergestellt und war in den Grundvarianten Sport (kein Aufpreis) und Elegance wählbar.

#### Serienausstattung
Die Serienausstattung umfasste unter anderem: Fahrer-, Beifahrer- und Seitenairbags vorne, ABS, ASR, Außenspiegel beheizt und elektrisch verstellbar, Außentemperaturanzeige, automatische Kindersitzerkennung, Bremsassistent, umklappbare Rücksitze, elektrische Fensterheber, Gurtstraffer inkl. Gurtkraftbegrenzer, Heckdeckelfernentriegelung, Leichtmetallräder im Siebenloch-Design, Servolenkung, Wärmedämmglas rundum, bartloser Schlüssel inkl. Funk- und Infrarot-Fernbedienung, elektronische Wegfahrsperre und Zentralverriegelung mit Verriegelungstaste innen.
Designelemente der Ausstattungsvariante Sport waren: Helle Tachoscheiben und Heizungsbedienungsscheiben, Plakette „Sport“ im Schalthebel, Polsterstoff Mescalero und Zierteile, die nach kohlenstofffaserverstärktem Kunststoff aussahen.
Die rund 600 Euro teurere Ausstattungslinie Elegance umfasste zusätzlich Ausstiegsleuchten in den Türen. Außerdem wurden einige Designelemente gegenüber der Ausstattung Sport geändert, unter anderem nun Fünfloch-Räder, dunkle Tachoscheiben und Heizungsbedienungsscheiben, die Plakette „Elegance“ im Schalthebel, der Polsterstoff Neptun, Zierelemente aus Wurzelnussfurnier, Türgriffe mit Chromeinlage sowie der charakteristische Chromrahmen um die Seitenscheiben.

#### Sonderausstattungen
Für den CLK war eine Vielzahl an Sonderausstattungen wählbar, es seien hier nur die wichtigsten erwähnt: 5-Gang-Automatikgetriebe (immer mit Tempomat), Anhängerkupplung, ESP für Sechszylinder-Motoren, Innen- und Außenspiegel automatisch abblendend, Klimaanlage/Klimaautomatik, Memorypaket (inklusive elektrischer Sitzverstellung), Niveauregulierung, diverse Metallic-Lackierungen und Räder, Parktronic (Einparkhilfen), Regensensor, Scheibenwaschanlage beheizt, Schiebe-Hebe-Dach, Multikontursitze, Sitzheizung oder Xenonscheinwerfer.

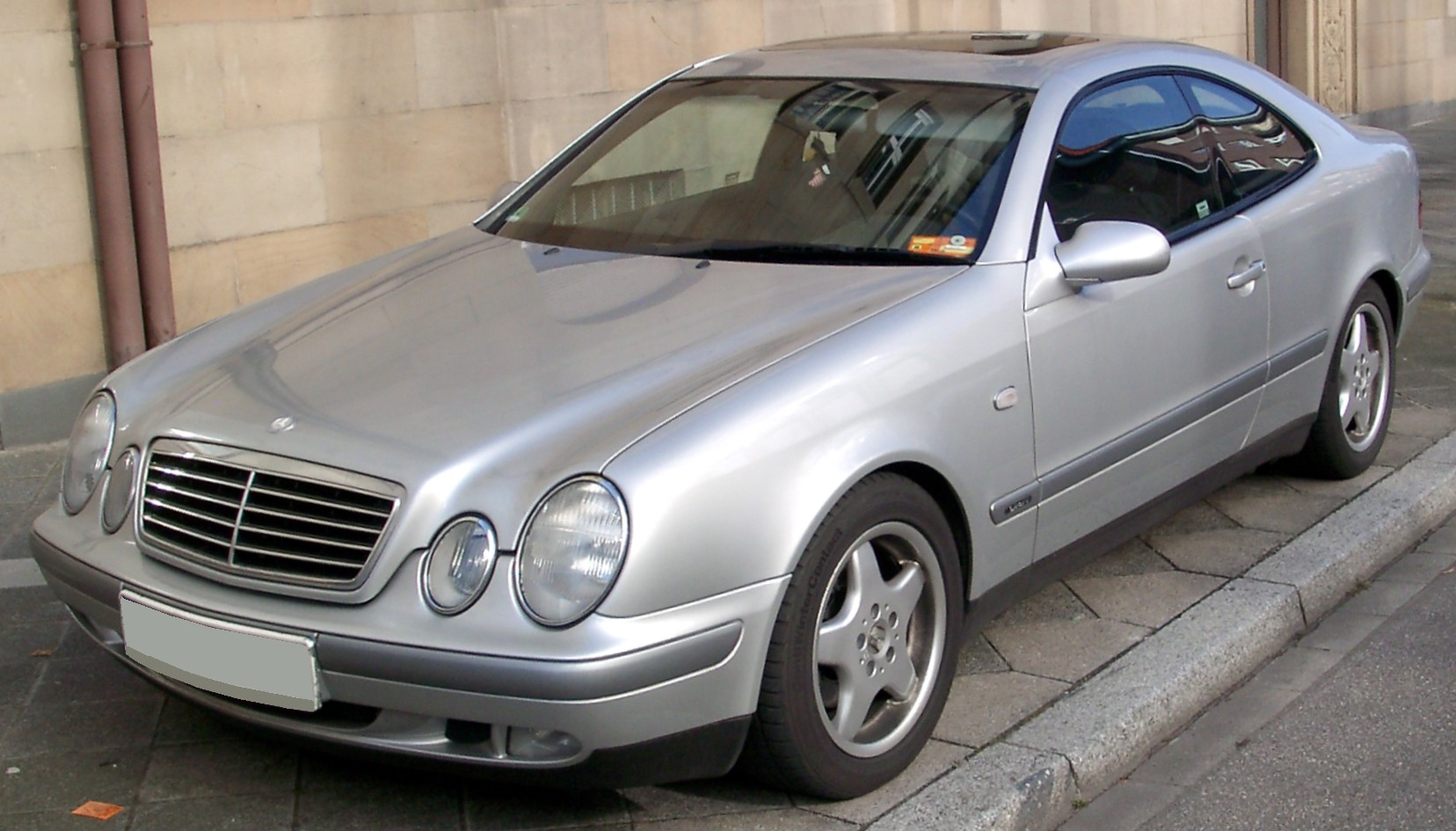
CLK Coupé (1997–1999)
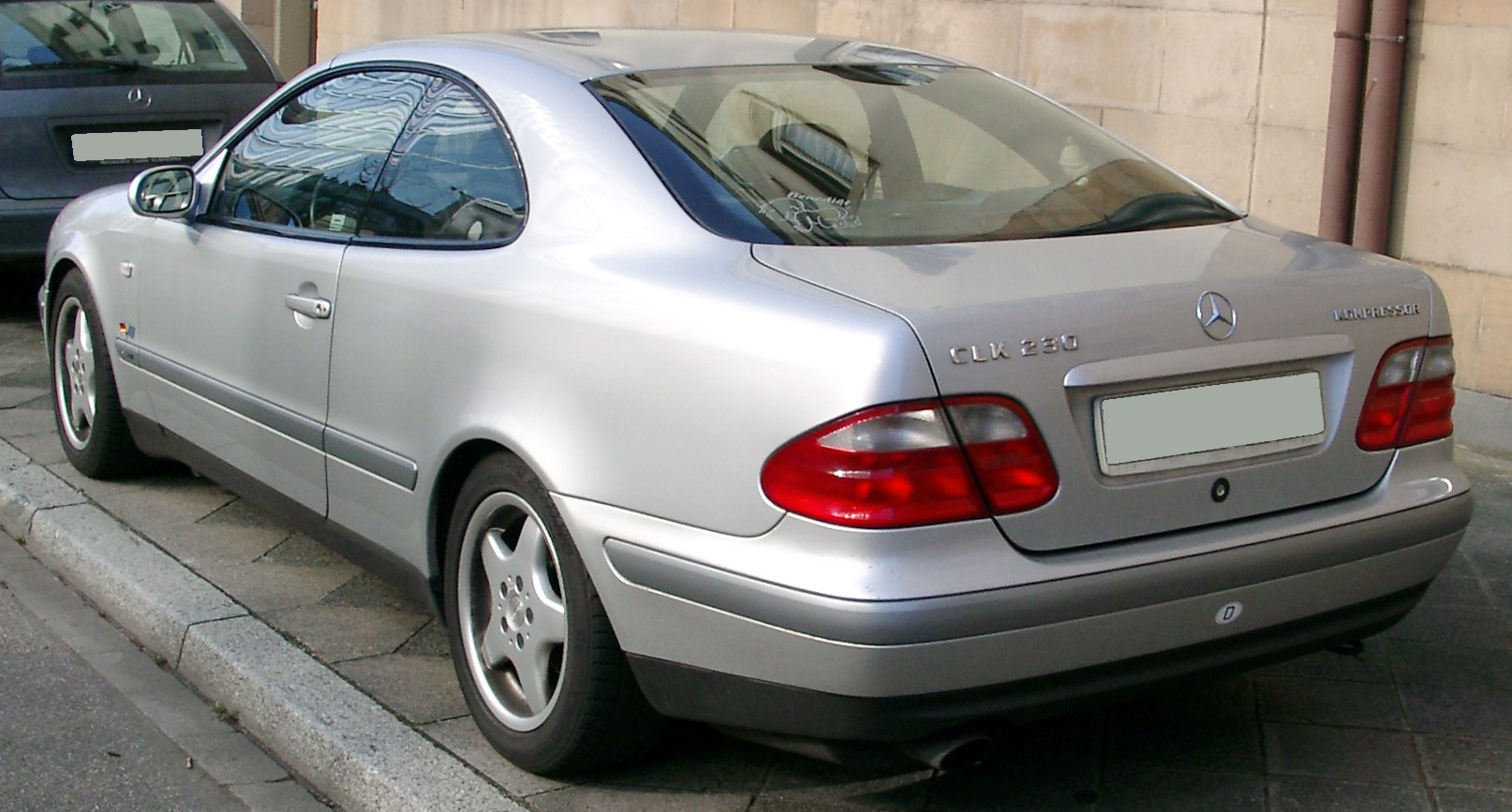
Heckansicht
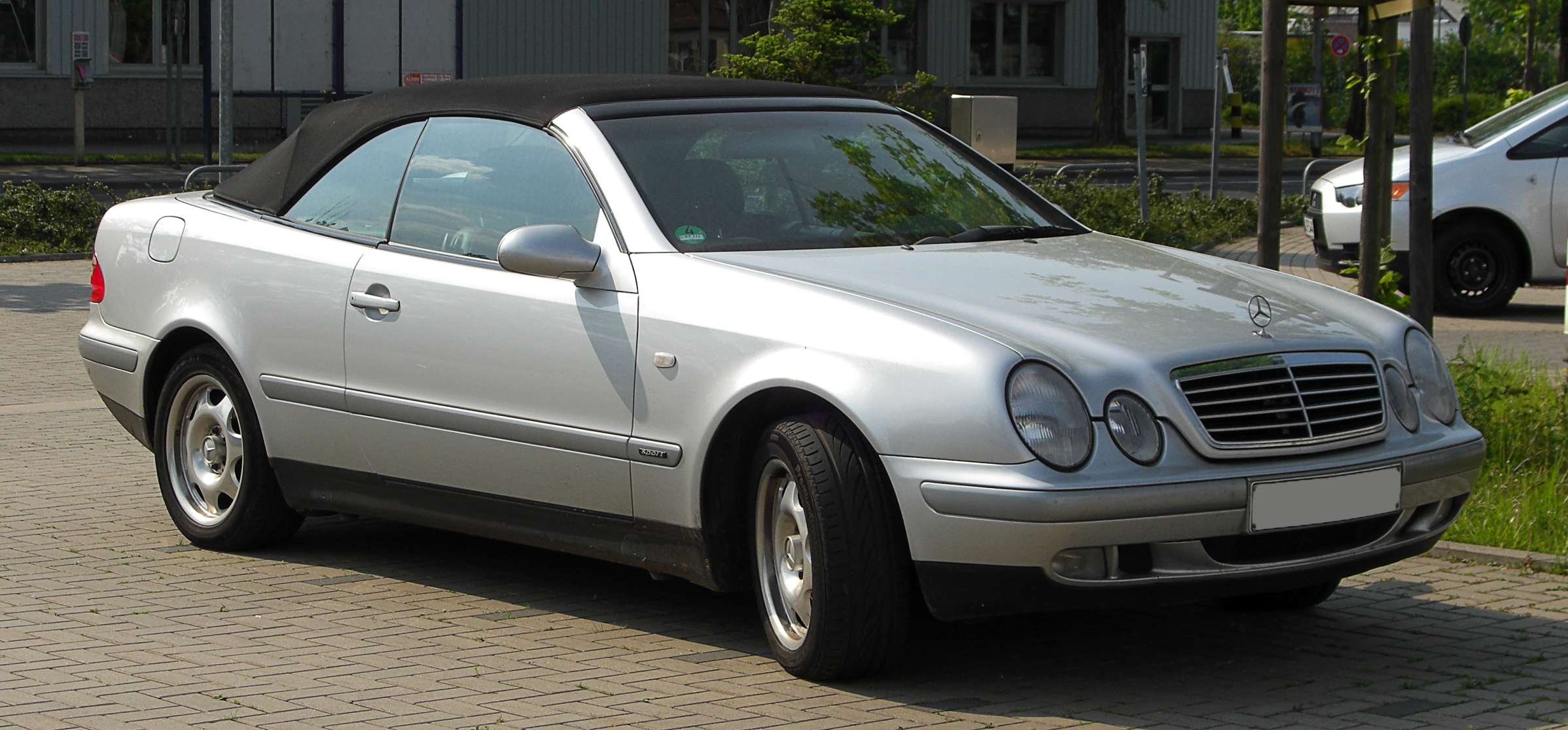
CLK 200 Cabriolet (1998–1999)
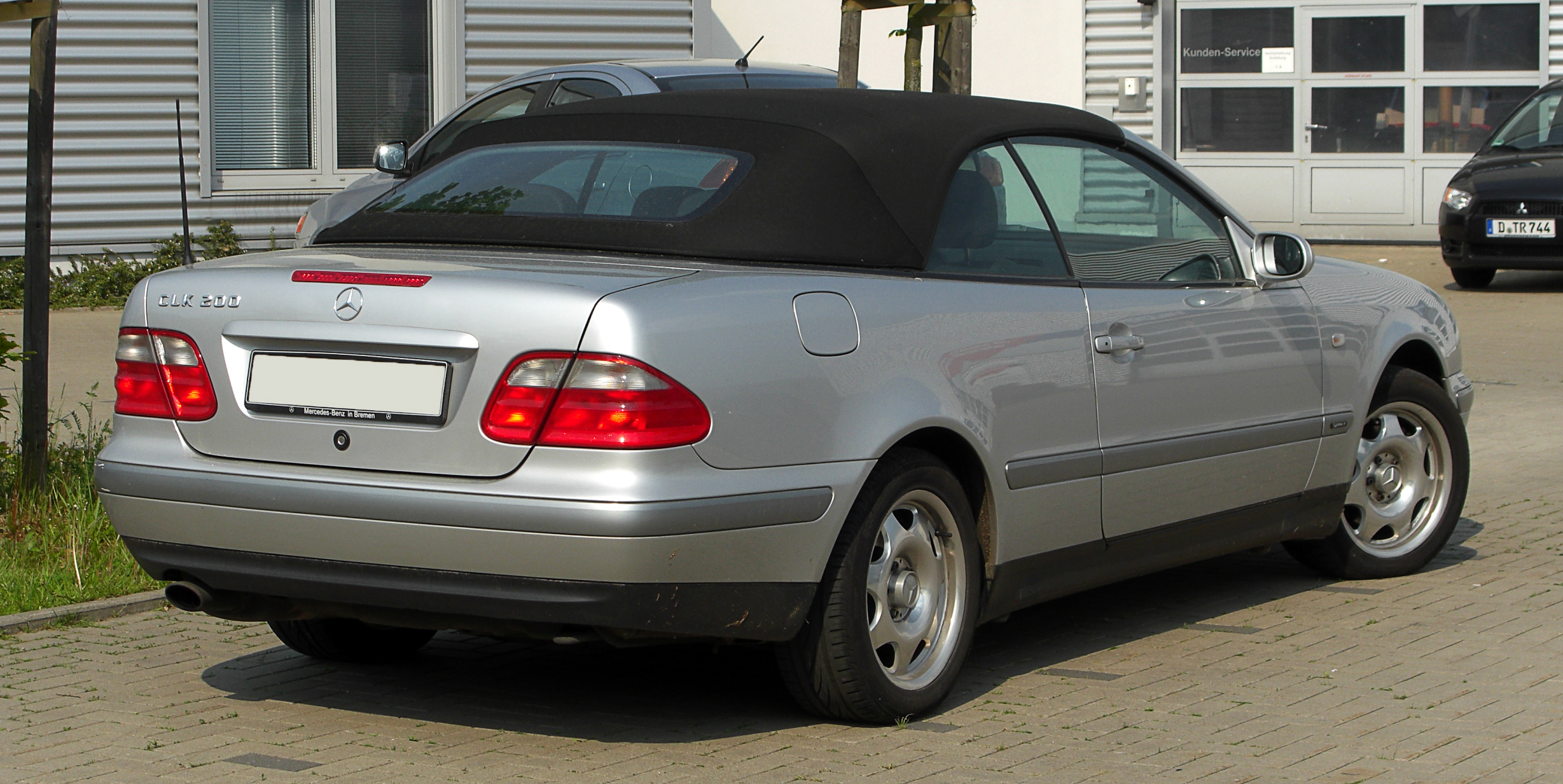
Heckansicht

### CLK (1999–2003)
Bereits nach zwei Jahren erschien die modifizierte Ausgabe des CLK, die von September 1999 bis Juni 2002 (Cabrio bis Mai 2003) vom Band lief. Dabei entfiel die Ausstattungslinie Sport. Von nun an konnten die Linien Elegance und Avantgarde geordert werden. Avantgarde war diejenige Fortsetzung der Linie Sport, die einen etwas dynamischeren Eindruck vermitteln sollte. Ab Mitte 2000 wurden zudem überarbeitete Vierzylinder-Motoren eingebaut.
2001 waren außerdem die Ausstattungslinie Master-Edition und im letzten Baujahr 2002 die Final-Edition ausschließlich für das Cabrio erhältlich, welche sich durch erweiterte Serienausstattung, hauptsächlich optischer Natur von den beiden anderen Linien unterschieden.
Serienausstattung
Die Modellpflege brachte die Serienausstattung auf ein klassenübliches und zeitgemäßes Niveau. Außerdem wurden einige Änderungen im Außenbereich durchgeführt: so umfasste die Serienausstattung nun: Multifunktionslenkrad, Ausstiegsleuchten, Reiserechner, teilelektrische Sitzverstellung, Tempomat, ESP, mechanisches Sechsganggetriebe (ab März 2000 auch für CLK 200 Kompressor), beheizte Scheibenwaschdüsen, Bordcomputer mit zum Beispiel Verbrauchsanzeige sowie größerem Display, geänderte und in Wagenfarbe lackierte Stoßleisten und Schweller sowie (das auffälligste Merkmal für einen CLK der Modellpflege) die geänderten Außenspiegel mit integrierten Blinkern.
Die Ausstattungslinie Elegance hatte nach wie vor die üblichen Designelemente wie Chromrahmen, Wurzelholzdekor, „Elegance“-Plakette, grüngetönte Verglasung, Türgriffe mit Chromapplikation, 16-Zoll-Räder im Elegance-Design usw.
Die Ausstattungslinie Avantgarde führte zu Änderungen im Design, unter anderem: Wärmedämmendes Glas in blau rundum, Zierelemente in Vogelaugenahorn, graue Tachoscheiben, Seitenfenstereinrahmung in Hämatit und Siebenspeichen-16-Zoll-Räder und Rundum-Schweller-/Stoßfängerverkleidung in Wagenfarbe. Im Gegensatz zu anderen Klassen führte die Avantgarde-Ausstattung im CLK nicht zu einer Tieferlegung oder sportlicherer Fahrwerksabstimmung.
Sonderausstattungen
Die wichtigsten nun wählbaren Sonderausstattungen waren: Automatikgetriebe (neue Version mit geänderter Schaltkulisse, schnellerem Ansprechen und manueller Steptronic, weiterhin 5 Gänge), Sequentronic-Getriebe (halbautomatisches Getriebe, mit Automatikmodus), und AMG-Paket. Außerdem waren diverse modernere Medienausstattungen mit beispielsweise Audio 30 APS oder COMAND 2.0 wählbar.

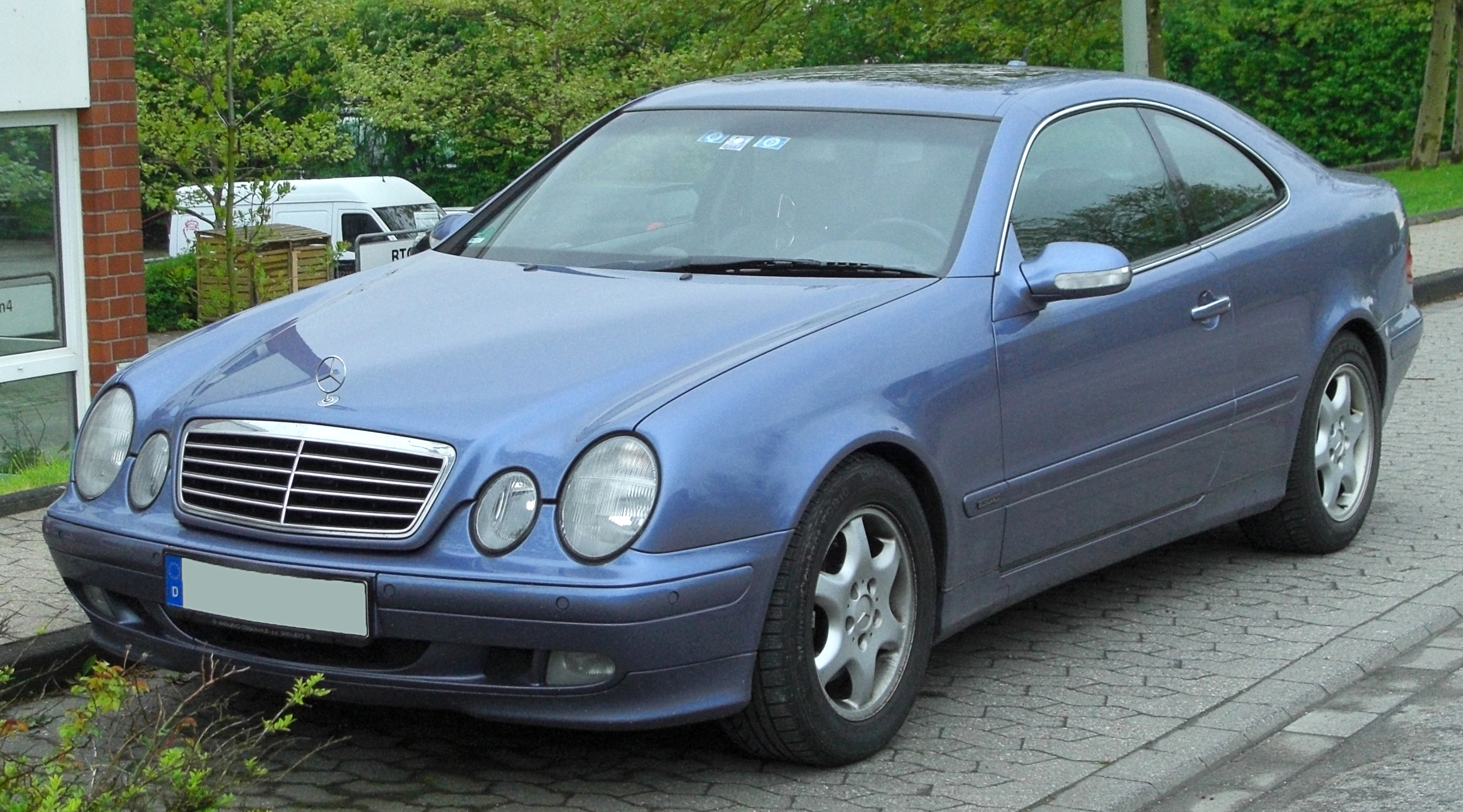
CLK Coupé (1999–2002)
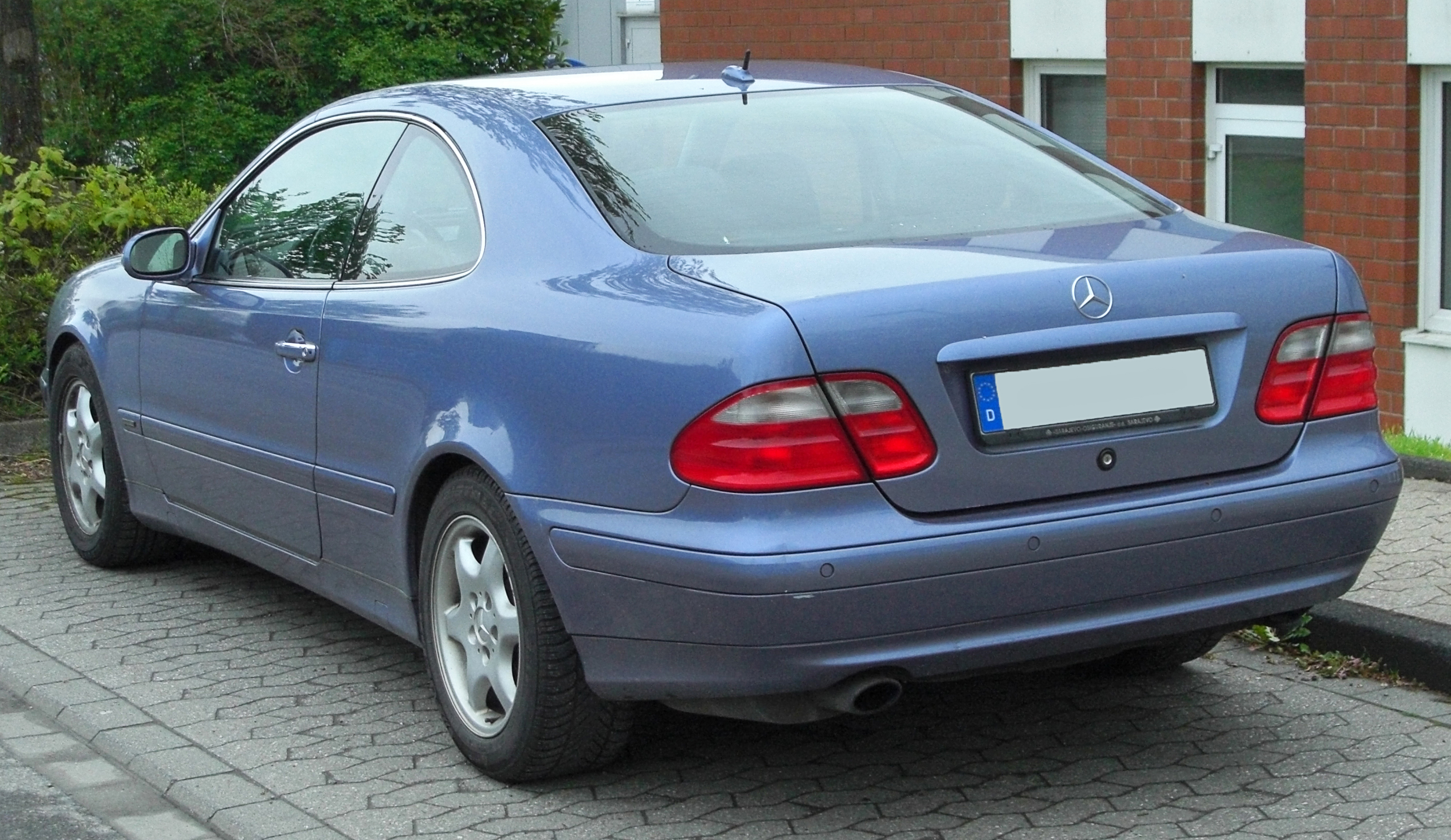
Heckansicht
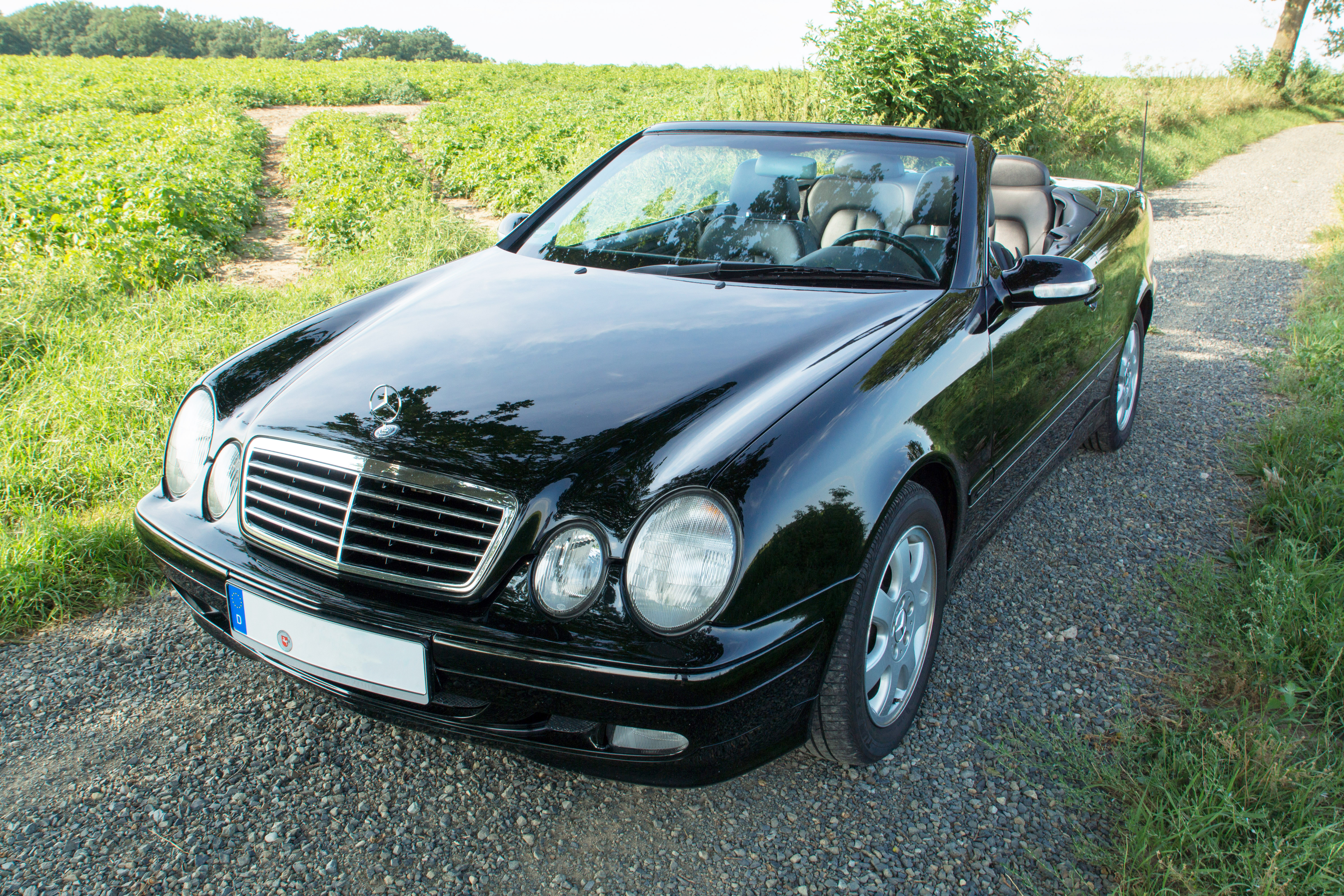
CLK Cabriolet (1999–2003)
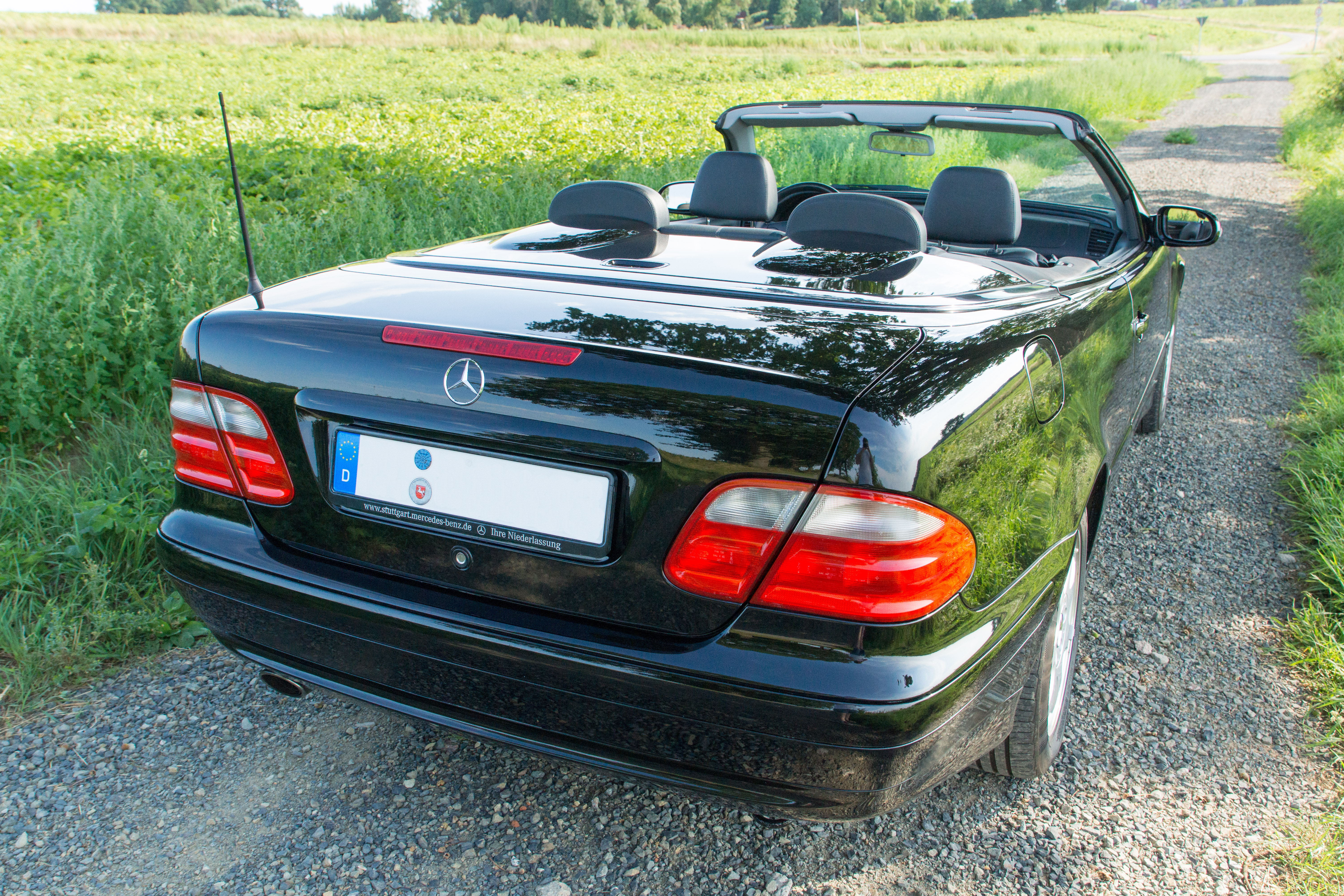
Heckansicht
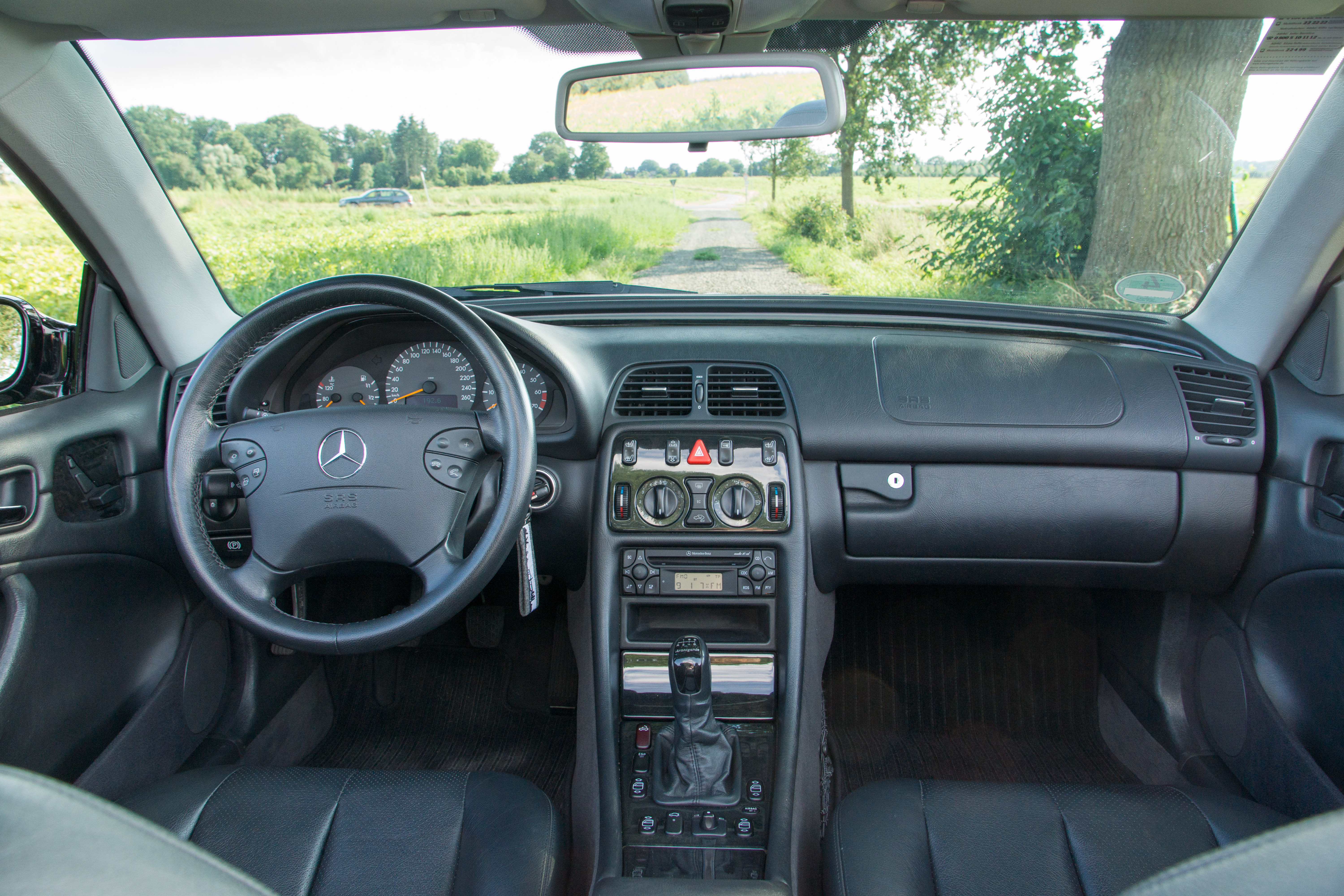
Innenraum (1999–2003)

Produktionszahlen 1997-2003
C 208 (Coupé) :
- CLK 200 ( 136 PS / 100 kW ) 45.890 Einheiten (Units)
- CLK 200 K ( 192 PS / 141 kW ) 36.500 Units (nur Export)
- CLK 200 K ( 163 PS / 120 kW ) 24.639 Units
- CLK 230 K ( 193 PS / 142 kW ) 49.000 Units
- CLK 230 K ( 197 PS / 145 kW -> Motor -> E23 ML EVO ) 14.555 Units
- CLK 320 ( 218 PS / 160 kW ) 68.778 Units
- CLK 430 ( 279 PS / 205 kW ) 22.660 Units
- CLK 55 AMG ( 347 PS / 255 kW ) 3.381 Units

Das CLK 55 AMG Coupé wurde im Gegensatz zum CLK 55 AMG Cabriolet in der laufenden Produktion bei Karmann in Osnabrück gefertigt.
A 208 (Cabrio) :
- CLK 200 ( 136 PS / 100 kW ) 9.000 Units
- CLK 200 K ( 192 PS / 141 kW ) (nur Export) 10.300 Units
- CLK 200 K ( 163 PS / 120 kW ) (inkl. Export) 10.300 Units
- CLK 230 K ( 193 PS / 142 kW ) 19.700 Units
- CLK 320 ( 218 PS / 160 kW ) 32.500 Units
- CLK 430 ( 279 PS / 205 kW ) 12.200 Units
- CLK 55 AMG ( 347 PS / 255 kW ) 400 Units (nur Sonderanfertigungen auf speziellen Kundenwunsch)

Das CLK 55 AMG Cabriolet war nicht im regulären Programm vertrieben und war nur bei der Daimler Benz AG direkt von ausgewählten Kunden bestellbar. Das Baumuster 208.470 (USA-Ausführung 208.474) hatte die Konstruktionsbezeichnung A 208 E55 und entstand zunächst bei Karmann Osnabrück als CLK 430 Cabrio, welches nicht mit Motor, Getriebe, Abgasanlage komplettiert wurde, und wurde dann zu AMG verbracht und dort in Handarbeit zum CLK 55 AMG umgebaut. Die Umrüstung für das Neufahrzeug wurde inkl. AMG-Leichmetallräder und dem AMG-Stylingpaket mit 69.020,00 DM (Stand 04/1999) auf den Grundpreis eines CLK 430 Cabrios 114.572,52 DM aufgeschlagen.

## Technische Schwachstellen
Eine Schwachstelle des Modells ist das recht hakelige Schaltgetriebe, ein Problem, das bei der Automatik naturgemäß nicht auftritt. Weiterhin ist eine leichte bis starke Rostanfälligkeit (je nach Produktionssequenz des Fahrzeuges) an Radläufen, der Griffleiste des Kofferraumdeckels und rund um das Schloss des Kofferraumdeckels festzustellen. Häufig zeigen Modelle der Baureihe 208 zudem Schwachstellen in der Bordelektronik wie etwa ausgefallene Segmente im Kombi-Instrument sowie ausgefallene Comandsysteme. Zudem kann die Umluftklappe der Heizung klemmen. Weiterhin kommt es vereinzelt zu Rissen der Steuerketten bei unsachgemäßer Reparatur des Zylinderkopfes.
Trotz verschiedener kleiner Schwachstellen sind die Modelle der Baureihe 208 äußerst zuverlässig und erreichen bei entsprechender Wartung und Pflege hohe Laufleistungen von teilweise deutlich über 300.000 km.

## Motorvarianten
| Modell        | Motorbezeichnung* | Hubraum      | Ventile      | Leistung                       | Drehmoment               | Vmax (2)     | 0–100 km/h   | Bauzeit         | Variante      |
| Vierzylinder  | Vierzylinder      | Vierzylinder | Vierzylinder | Vierzylinder                   | Vierzylinder             | Vierzylinder | Vierzylinder | Vierzylinder    | Vierzylinder  |
| ------------- | ----------------- | ------------ | ------------ | ------------------------------ | ------------------------ | ------------ | ------------ | --------------- | ------------- |
| CLK 200       | M 111 E 20        | 1998 cm³     | 16           | 100 kW/136 PS bei 5500/min     | 190 Nm bei 3700–4500/min | 208 km/h     | 11 s         | 06.1997–06.2000 | Coupé, Cabrio |
| CLK 200 K     | M 111 E 20 ML EVO | 1998 cm³     | 16           | 120 kW/163 PS bei 5300/min     | 230 Nm bei 2500–4800/min | 223 km/h     | 9,1 s        | 06.2000–05.2003 | Coupé, Cabrio |
| CLK 200 K (1) | M 111 E 20 ML     | 1998 cm³     | 16           | 141 kW/192 PS (1) bei 5300/min | 270 Nm bei 2500–4800/min | 233 km/h     | 8,4 s        | 06.1997–08.1999 | Coupé, Cabrio |
| CLK 230 K     | M 111 E 23 ML     | 2295 cm³     | 16           | 142 kW/193 PS bei 5300/min     | 280 Nm bei 2500–4800/min | 234 km/h     | 8,4 s        | 06.1997–06.2000 | Coupé, Cabrio |
| CLK 230 K     | M 111 E 23 ML EVO | 2295 cm³     | 16           | 145 kW/197 PS bei 5500/min     | 280 Nm bei 2500–5000/min | 236 km/h     | 7,9 s        | 06.2000–05.2003 | Coupé, Cabrio |
| Sechszylinder |                   |              |              |                                |                          |              |              |                 |               |
| CLK 320       | M 112 E 32        | 3199 cm³     | 18           | 160 kW/218 PS bei 5700/min     | 310 Nm bei 3000–4600/min | 240 km/h     | 7,4 s        | 06.1997–05.2003 | Coupé, Cabrio |
| Achtzylinder  |                   |              |              |                                |                          |              |              |                 |               |
| CLK 430       | M 113 E 43        | 4266 cm³     | 24           | 205 kW/279 PS bei 5750/min     | 400 Nm bei 3000–4400/min | 250 km/h (3) | 6,5 s        | 06.1998–05.2003 | Coupé, Cabrio |
| CLK 55 AMG    | M 113 E 55        | 5439 cm³     | 24           | 255 kW/347 PS bei 5500/min     | 510 Nm bei 3000–4300/min | 250 km/h (3) | 5,4 s        | 08.1999–06.2002 | Coupé, Cabrio |

* Die Motorbezeichnung ist wie folgt verschlüsselt:
M = Motor (Otto), Baureihe = 3-stellig, E = Saugrohreinspritzung, Hubraum = Deziliter (gerundet), ML = Kompressor, EVO = Evolution